# Kamil Grabara
Kamil Grabara (* 8. Januar 1999 in Ruda Śląska) ist ein polnischer Fußballtorwart, der seit dem 1. Juli 2024 beim VfL Wolfsburg unter Vertrag steht.

## Karriere

### Vereine
Der aus dem oberschlesischen Industriegebiet stammende Kamil Grabara begann beim Górniczy Klub Sportowy Wawel Wirek mit dem Fußballspielen, dem Bergbau-Sportverein in seiner Geburtsstadt. Im Alter von zwölf Jahren gelangte er nach Chorzów, etwa zehn Kilometer von seiner bisherigen Wirkungsstätte entfernt, und spielte für den dort ansässigen Śląski Chorzów eine Saison lang. Danach gehörte er dem Stadtrivalen Ruch Chorzów drei Jahre lang an.
Anfang Januar 2016 wechselte der kurz zuvor 17 Jahre alt gewordene Grabara nach England in die Jugendmannschaft des FC Liverpool. Ab der Saison 2016/17 kam er in der U18 und in der U23 zum Einsatz. In der Saison 2017/18 spielte er zudem mit der U19 in der UEFA Youth League. Er stand im September 2018 im League Cup gegen den FC Chelsea zudem einmal hinter Simon Mignolet im Spieltagskader der Profis. In der Saison 2018/19 kam Grabara nur noch in der U23 in der Premier League 2 zum Einsatz.
Anfang Januar 2019 wechselte er zum dänischen Erstligisten Aarhus GF, für den er in der Rückrunde der Saison 2018/19 in 16 Punktspielen eingesetzt wurde.
Zur Saison 2019/20 kehrte er nach England zurück und spielte auf Leihbasis für den Zweitligisten Huddersfield Town. Beim Premier-League-Absteiger, der in den ersten Spielen noch vom Deutschen Jan Siewert trainiert wurde, kam Grabara 28 Mal zum Einsatz, ehe die Saison für ihn ab Ende Januar aufgrund einer Kopfverletzung beendet war.
Zur Sommervorbereitung 2020 kehrte Grabara zum FC Liverpool zurück und war im Team von Jürgen Klopp hinter Alisson, Adrián, Caoimhin Kelleher und Loris Karius der fünfte Torhüter. Ende September kehrte der Pole bis Saisonende 2020/21 auf Leihbasis zu Aarhus GF zurück. Er kam auf 28 Ligaeinsätze in der Superliga.
Zur Saison 2021/22 kehrte er nicht mehr zum FC Liverpool zurück, sondern wechselte zum FC Kopenhagen, mit dem er einen bis zum 30. Juni 2026 datierten Vertrag unterschrieb.
Zum 1. Juli 2024 wechselt er für 13,5 Millionen Euro zum VfL Wolfsburg.

### Nationalmannschaft
Nachdem Grabara bereits 2015 für die U17- und 2016 für die U19-Nationalmannschaft zu Länderspieleinsätzen gekommen war, spielte er auch 2017 für die U21-Nationalmannschaft. Sein Debüt für die A-Nationalmannschaft gab er am 1. Juni 2022 in Breslau beim 2:1-Sieg über die Nationalmannschaft Wales’ im ersten Spiel der Gruppe A4 im Turnier der Nations League.

## Erfolge
FC Kopenhagen
- Dänischer Meister: 2022, 2023